# Oscar Roberto Domínguez Couttolenc
Oscar Roberto Domínguez Couttolenc MG (ur. 13 maja 1956 w Puebli) – meksykański duchowny rzymskokatolicki, w latach 2012–2024 biskup Ecatepec, arcybiskup Tulancingo od 2024. 

## Życiorys
Święcenia kapłańskie otrzymał 11 czerwca 1983 jako członek Instytutu Matki Bożej z Guadalupe dla Misji Zagranicznych. Po święceniach został wikariuszem jednej z parafii w Monterrey, zaś w latach 1986-1991 był misjonarzem w Kenii. W 1991 wybrano go na ekonoma generalnego instytutu, zaś w 2003 został jego wikariuszem generalnym.
27 marca 2007 został mianowany biskupem diecezji Tlapa. Sakry biskupiej udzielił mu 11 czerwca 2007 kard. Norberto Rivera Carrera.
17 lipca 2012 otrzymał nominację na biskupa Ecatepec. Ingres odbył 17 września 2012.
3 lipca 2024 został przeniesiony na urząd arcybiskupa metropolity Tulancingo.
Ingres odbył 29 sierpnia 2024. Paliusz otrzymał z rąk papieża Leona XIV w dniu 29 czerwca 2025.